# مسجد شهر أباد
مسجد شهر أباد (بالفارسية: مسجد شهرآباد) هو مسجد تاريخي يعود إلى عصر الدولة القاجارية، ويقع في مقاطعة بردسكن، مدينة شهر أباد، نهاية البوليفارد المركزية.